# Arval
Arval Service Lease – przedsiębiorstwo zajmujące się wynajmem i leasingiem samochodów dla przedsiębiorstw, pionier w dziedzinie leasingu operacyjnego i zarządzania flotą samochodową. Arval powstał w 1989 we Francji. Członek grupy kapitałowej BNP Paribas działający w 30 krajach, zatrudniający 7500 pracowników.

## Arval Service Lease Polska
W 1999 powstała Arval Service Lease Polska Sp. z o.o.
Arval był jednym z założycieli Polskiego Związku Wynajmu i Leasingu Pojazdów (PZWLP), który powstał w 2005.